# Психологически школи
Психологическите школи са най-великите класически теории в психологията. Всяка една от тях е изключително влиятелна, въпреки че повечето психолози стоят на еклектични позиции, които комбинират аспектите на всяка школа.
Най-влиятелните са:
- Психоанализа - (Зигмунд Фройд (1856 – 1939), Карл Юнг (1875 – 1961), Алфред Адлер (1870 – 1937), Ана Фройд (1895 – 1982), Ерик Ериксън (1902 – 1994)),
- Бихевиоризъм - (Джон Уотсън (1878 – 1958), Бъръс Фредерик Скинър (1904 – 1990), Едуард Толман (1886 – 1959), Алберт Бандура (1925)),
- Функционализъм - (Уилям Джеймс (1842 – 1910), Джеймс Кетъл (1860 – 1944), Грандвил Стенли Хол (1844 – 1924), Роберт Вудвортс (1869 – 1962)),
- Хуманистичната – (Ейбрахам Маслоу (1908 – 1970), Карл Роджърс (1902 – 1987))
- Гещалт психология - (Макс Вертхаймер (1880 – 1943), Курт Кофка (1886 – 1941), Волфганг Кьолер (1887 – 1967), Курт Левин (1890 – 1947))
- Когнитивизъм - (Джордж Милър (1920), Улрих Найсер (1928)).

Освен тях други школи са:
- Структурализъм – с представители Вилхелм Вундт (1832 – 1920), Херман Ебингхаус (1850 – 1909), Едуард Титченър (1867 – 1927), Освалд Кюлпе (1862 – 1915).
- Теория на дейността
- Биопсихология
- Когнитивизъм
- Културно-историческа психология
- Аналитична психология
- Дълбинна психология
- Описателна психология
- Психология на развитието
- Екопсихология
- Екологическа психология
- Его психология
- Еволюционна психология
- Екзистенциална психология
- Гещалт психология
- Гещалт терапия
- Хуманистична психология
- Индивидуална психология
- Организмична психология
- Организационна психология
- Феноменологична психобогия
- Психоанализа
- Радикален бихевиоризъм

Рационално-емоционална поведенческа терапия
- Себе-психология
- Социална психология
- Структурализъм
- Трансакционен анализ
- Трансперсонална психология